# Antun Grabar
Antun Grabar (26. ledna 1883, Poreč, Rakousko-Uhersko – 11. února 1918, Škaljari v Boce Kotorské, Rakousko-Uhersko byl rakousko-uherský námořník chorvatské národnosti a jeden z účastníků vzpoury v Boce Kotorské.
Dle povolání byl číšník původem z Poreče. V rakousko-uherském námořnictvu sloužil již od roku 1905. Během první světové války byl nasazen na pancéřovém křižníku SMS Sankt Georg. Měl hodnost vyššího dělostřeleckého poddůstojníka. Později byl umístěn v přístavu v Boce Kotorské, kde spolu s několika dalšími námořníky (Matem Bričevićem, Jerkem Šižgorićem) podnikal ilegální agitační činnost, ovlivněnou ideály socialismu, Říjnové revoluce s apelem na co nejdřívější ukončení války. Grabar vydal z paluby Sankt Georgu pokyn k vyhlášení povstání a vyvěšení rudé vlajky.
Grabar byl následně za vedení povstání souzen vojenským soudem. Byl obviněn mimo jiné z toho, že těžce zranil kapitána von Zippera, což Grabar odmítl. Svědci nicméně před soudem uvedli, že Grabar jej napadl a střílel po něm. Následně byl odsouzen k trestu smrti zastřelením dne 11. února 1918.